# RYOGA
RYOGA（リョーガ、1997年6月24日 - ）は、日本の男性総合格闘家。佐賀県出身。

## 来歴
バックボーンは柔道。龍谷高校在学時の2014年には九州ジュニア体重別選手権大会で優勝し全国大会へ出場。準決勝まで進出した。
THE OUTSIDERへの出場を経て2020年10月に活動拠点を九州から東京に移し、トライフォース赤坂へ通いながらフリーで活動。2021年3月にDEEPで総合格闘家としてプロデビューし、松丸息吹にリアネイキドチョークで一本負け。
5月からKRAZY BEEに所属し、6月に伊澤星花の実弟である風我にスプリット判定で勝利。10月に開催された「DEEP TOKYO IMPACT 2021～1ST ROUND～」のメインイベントでトライフォース赤坂でともに練習した経験があるヒロヤと5分2ラウンド58kg以下契約で対戦し、判定0-3で敗北。
2022年3月に日比野"エビ中"純也に判定負け、10月にTARKERに1ラウンドTKO勝利し、11月に濱口奏琉に1ラウンド3分50秒に腕十字を極めて一本勝利、12月に駒杵嵩大に腕十字を極められて一本負け。2023年12月にMaxと対戦し、リアネイキドチョークからのパウンドでTKO負け。
2024年2月に開催されたRIZIN LANDMARK 8のオープニングファイトでRIZINに初出場。堺龍平と5分2ラウンド60.0kg契約で対戦し、判定1-2で敗北。当初、持田哲兵との対戦が予定されていたが、怪我のため堺に代わった。
2024年12月に開催された「DEEP TOKYO IMPACT 2024 6th ROUND」で橋本優大と対戦し、判定3-0で勝利。
2025年1月に開催された「BreakingDown14.5」で行われたBreakingDownとDEEPの対抗戦にDEEP代表選手として出場し、龍志と1分3ラウンド58.0kg以下契約で対戦。乱打戦を制し、判定3-0で勝利。審査員の宮田和幸は「今まで見た中でベストバウトの一戦」と評した。同年3月に開催された「BreakingDown15」で行われたBreakingDownとDEEPの対抗戦第2弾にもDEEP代表選手として出場し、ラッパーの咲季と1分3ラウンド61.0kg以下契約で対戦。打ち合いの末、判定3-1で勝利。同年5月にDEEPが開催した「DEEP TOKYO IMPACT 2025 3rd ROUND」で行われたBreakingDownとDEEPの対抗戦第3弾にもDEEP代表選手として出場し、咲季と5分3ラウンドの総合格闘技ルールで再戦。3ラウンド目に咲季から反則行為であるグラウンド上での膝蹴りを後頭部にもらい、試合が中断。規定による咲季の失格によって勝利した。

## 戦績

### 総合格闘技
| 総合格闘技 戦績 | 総合格闘技 戦績 | 総合格闘技 戦績 | 総合格闘技 戦績 | 総合格闘技 戦績 | 総合格闘技 戦績 | 総合格闘技 戦績 |
| --------------- | --------------- | --------------- | --------------- | --------------- | --------------- | --------------- |
| 11 試合         | (T)KO           | 一本            | 判定            | その他          | 引き分け        | 無効試合        |
| 5 勝            | 1               | 1               | 2               | 1               | 0               | 0               |
| 6 敗            | 1               | 2               | 3               | 0               | 0               | 0               |

| 勝敗 | 対戦相手           | 試合結果                       | 大会名                           | 開催年月日     |
| ○    | 咲季               | 3R 0:28 失格（反則の膝蹴り）   | DEEP TOKYO IMPACT 2025 3rd ROUND | 2025年5月25日  |
| ○    | 橋本ユウタ         | 5分2R終了 判定3-0              | DEEP TOKYO IMPACT 2024 6th ROUND | 2024年12月8日  |
| ×    | 堺龍平             | 5分2R終了 判定1-2              | RIZIN LANDMARK 8                 | 2024年2月23日  |
| ×    | MAX                | 2R 1:19 TKO（パウンド）        | DEEP 117 IMPACT                  | 2023年12月10日 |
| ×    | 駒杵嵩大           | 1R 2:22 腕ひしぎ十字固め       | DEEP TOKYO IMPACT 2022 7th ROUND | 2022年12月11日 |
| ○    | 濱口奏琉           | 1R 3:50 腕ひしぎ十字固め       | DEEP TOKYO IMPACT 2022 6th ROUND | 2022年11月23日 |
| ×    | 日比野“エビ中”純也 | 5分2R終了 判定1-2              | DEEP TOKYO IMPACT 2022 1th ROUND | 2022年3月11日  |
| ×    | ヒロヤ             | 5分2R終了 判定0-3              | DEEP 98 IMPACT                   | 2020年11月1日  |
| ○    | 風我               | 5分2R終了 判定2-1              | DEEP TOKYO IMPACT 2021 2nd ROUND | 2021年6月19日  |
| ×    | 松丸息吹           | 2R 3:21 リアネイキッドチョーク | DEEP TOKYO IMPACT 2021           | 2021年3月13日  |

### アマチュア総合格闘技
20戦16勝4敗
| 勝敗 | 対戦相手   | 試合結果                   | 大会名              | 開催年月日    |
| ○    | 小林裕季   | 5分2R終了 判定3-0          | THE OUTSIDER 第52戦 | 2018年9月2日  |
| ○    | 江頭まさや | 1R 0:42 チョークスリーパー | THE OUTSIDER 第49戦 | 2018年2月24日 |

### アマチュアキックボクシング
| 勝敗 | 対戦相手 | 試合結果          | 大会名           | 開催年月日    |
| ○    | 咲季     | 1分3R終了 判定3-1 | BreakingDown15   | 2025年3月2日  |
| ○    | 龍志     | 1分3R終了 判定3-0 | BreakingDown14.5 | 2025年1月25日 |